# Wuppertal Wings
Les Wuppertal Wings étaient un club féminin allemand de basket-ball appartenant à la Damen Basketball Bundesliga, soit l'élite du championnat d'Allemagne. Le club, issu du club omnisports Barmer TV 1846 Wuppertal, était basé dans la ville de Wuppertal.

## Autres noms
- BTV Wuppertal
- GoldZack Wuppertal

## Palmarès
International
- Vainqueur de l'Euroligue : 1996
- Finaliste de l'Euroligue : 1997

National
- Champion d'Allemagne : 1989, 1993, 1994, 1995, 1996, 1997, 1998, 1999, 2000, 2001, 2002

## Joueuses et entraîneurs marquants

### Joueuses
- Marlies Askamp
- Nathalie Lesdema
- Carla Boyd
- Sandy Brondello
- Kristi Harrower
- Michele Timms